# 阿雷纳斯德古尼亚
阿雷纳斯德古尼亚，是西班牙坎塔布里亚的一个市镇。总面积87平方公里，总人口1961人（2001年），人口密度23人/平方公里。